# 南部敦子
南部 敦子（なんぶ あつこ、本名：糠澤敦子、1934年12月1日 - 1970年10月5日）は、日本の陸上競技選手。アジア大会陸上女子100m金メダリスト。1950年代を代表する選手として活躍した。大阪府吹田市千里山出身。光華高等学校卒業、京都光華女子大学短期大学部卒業。短大卒業後は松下電器に所属。南部忠平の長女。
1953年、インターハイ5種競技において2944点の日本新記録を樹立して優勝。高校卒業後は光華陸上クラブに所属。1954年、マニラでのアジア競技大会において100mを12”5で走り優勝。太平洋戦争以来冷え切っていたフィリピン国民の対日感情改善に寄与した。日本選手権では400MRに光華陸上クラブチームの一員として参加し、優勝。また、この年5種競技では3098点をたたき出し、日本記録を更新した。しかしその後体調を崩し、メルボルンオリンピックへの出場を逃がして引退。
引退後結婚し、一男一女に恵まれたが、1970年10月5日、東京都渋谷区で車で買い物に行く途中、センターラインを越えたトラックに衝突される自動車事故により死去した。

## 関連資料
- 寺澤美代子「フィリピンを駆けた華」（日本経済新聞2010年9月21日号文化欄）
- 「Mabuting Loob Atsuko Nambu – A Filipino Memory」（よい心根の南部敦子 - フィリピン人の心覚え）著者：Amadio Arboleda 出版社：アテネオ・デ・マニラ大学出版局